# Ринотрахеит кошек
Ринотрахеит кошек — остропротекающая болезнь, характеризующаяся поражением глаз и органов дыхания. Болеют все породы кошек, независимо от возраста. Заболеваемость достигает 50 %, смертность 5—20 %. Переболевшее животное приобретает иммунитет.
- Инфекционный
- Герпесвирусный

## Возбудитель
Возбудителем является вирус ринотрахеита кошек (Feline alphaherpesvirus 1) размером 151—225 нм из семейства герпесвирусов, который сохраняется при температуре 60—70 °С и pH 6—9 до 9 месяцев. Температура 56 °С инактивирует его за 20 мин, 37 °С за 4—10 сут, 22 °С за 50 суток. Вирус чувствителен к эфиру и хлороформу, а растворы едкого натра, формалина и фенола (1—2%-ные) инактивируют возбудителя за 10 минут.

## Пути заражения
Источником возбудителя инфекции являются больные и переболевшие кошки, которые являются носителем вируса в течение 8-9 мес после выздоровления. В дыхательных путях кошек возбудитель обнаруживается в течение 50 дней. Возможно латентное носительство. Вирус выделяется с носовым секретом, истечениями из глаз и половых органов, с молоком, мочой, калом, спермой. Путём передачи могут быть инфицированный воздух, корма, предметы ухода, транспортные средства, а также насекомые, люди, имевшие контакт с больными животными. В естественных условиях животные заражаются в основном аэрогенно. Распространению болезни способствует пониженная резистентность организма, перегревание или переохлаждение, неполноценное кормление и несоответствующие условия содержания кошек.

## Клиническая картина
Инкубационный период составляет 3—8 дней. Болезнь протекает остро, подостро и хронически. Обычно инфекционный ринотрахеит протекает в острой форме. У заболевшей кошки отмечается повышение температуры тела до 40 °С в течение 2—3 дней, развивается конъюнктивит, ринит, часто бывают обильные гнойные истечения из глаз и носа, кашель, хрипота, а нередко скопление экссудата в глотке, которое приводит к рвоте. Возможно слюнотечение и образование мелких язв на верхней части языка. Слизистые оболочки носа, глотки, гортани резко набухшие, отечные, часто гиперемированные (красный нос). У больных животных появляется одышка (дышат с открытым ртом). Прием пищи и воды затруднен. Выздоровление наступает через 7—10 дней.
При хроническом течении болезни отмечается атония кишечника, выражающаяся в запорах. Ринит приобретает хроническую форму и может регистрироваться у кошки годами. Ринотрахеит может осложняться бронхитами и пневмонией, сопровождаться язвами на коже, язвенным кератитом и расстройством центральной нервной системы (дрожание конечностей, манежные движения). У беременных кошек возможны выкидыши и рождение мёртвого приплода.
Диагноз ставят по клиническим симптомам и результатам лабораторного анализа выделений из глаз и носа. Ринотрахеит необходимо дифференцировать от калицивироза и реовироза.

## Лечение
Больное животное необходимо поместить в теплое, без сквозняков помещение. Заболевших особей переводят на жидкие вареные корма из рыбных или мясных бульонов, теплое молоко, каши, протертые овощи и отварной говяжий, куриный или рыбный фарш. Из готовых промышленных кормов можно порекомендовать высококалорийную диету в жидком виде, то есть консервы.
Из лекарственных средств ветеринарный врач назначает, как правило, иммуномодуляторы, антибиотики широкого спектра действия (с целью предотвратить размножение условнопатогенной микрофлоры, живущей на слизистых оболочках органов дыхания и глаз кошки), сульфаниламидные препараты. Для избежания аллергических реакций при приеме антибиотиков можно давать кошке антигистаминные препараты. Подкожно или внутримышечно назначаются инъекции витаминов группы В и аскорбиновой кислоты.

## Профилактика
Для профилактики ринотрахеита необходимо своевременно делать профилактические прививки, соблюдать ветеринарно-санитарные правила содержания кошек, сразу же изолировать больных и прививать здоровых животных. После выявления заболевших особей следует провести дезинфекцию помещений, оборудования и различных аксессуаров кошек 1—2%-ным раствором едкого натра, 1—2%-ным раствором хлорамина.